# Plusiotricha livida
Plusiotricha livida är en fjärilsart som beskrevs av Holland 1904. Plusiotricha livida ingår i släktet Plusiotricha och familjen nattflyn. Inga underarter finns listade i Catalogue of Life.